# Michael Davis (Posaunist)
Michael Davis (* 13. August 1961 in San Francisco) ist ein US-amerikanischer Jazzmusiker (Posaune, Komposition).

## Leben und Wirken
Davis wuchs in einer musikalischen Familie in San Jose auf und lernte schon früh Klavier, Schlagzeug, Tuba, Tenorhorn und E-Bass. Erst in der High School entschied er sich für die Posaune und spielte in vielen All-State Honour Groups als Solist. Er begann sein Posaunenstudium im Herbst 1979 an der Eastman School of Music, wo er auch mit dem Eastman Jazz Ensemble aufnahm.
Erst Aufnahmen von Davis entstanden 1979 in der kalifornischen Bigband Twennynine mit Lenny White als Gastsolisten. Von 1983 bis 1985 gehörte er zur Buddy Rich Big Band. Ab 1986 war er in New York als Musiker tätig und spielte in den Ensembles von Bob Mintzer, John Pizzarelli, Kirk Whalum, Bill Evans, Andy Snitzer und Gato Barbieri. Zwischen 1988 und 1994 tourte er mit Frank Sinatra. Seit 1994 trat er auf fünf Welttourneen mit The Rolling Stones auf.
1991 nahm Davis in New York sein Debütalbum Heroes auf, dem bis 2015 weitere Alben folgten, an denen Musiker wie Kenny Garrett, Philippe Saisse, Mino Cinelu und Chris Minh Doky beteiligt waren. Für sein Projekt Absolute Trombone versammelte er Posaunisten wie Conrad Herwig, Birch Johnson, Jim Pugh, John Fedchock, Steve Turre und Robin Eubanks um sich.
Ab den 2000er-Jahren arbeitete Davis auch mit Dennis Chambers, Randy Brecker, Nancy Wilson, Jane Monheit, Carol Fredette, Melody Gardot, Ann Hampton Callaway, Jack Wilkins, Jared Schonig und Chris Walden. Im Bereich des Jazz war er laut Tom Lord zwischen 1979 und 2023 an 107 Aufnahmesessions beteiligt. Als Sessionmusiker arbeitete er außerdem mit Stars wie Aretha Franklin, Chaka Khan, Frank Sinatra, Michael Jackson, Bob Dylan, Aerosmith, Sheryl Crow, Tony Bennett & Lady Gaga, Jay Z, Sarah Vaughan und Sting.
Davis verfasste mehrere Übungsbücher zum Warmspielen. An seinem Album Open City beteiligte er seine Söhne Cole (der drei Titel komponierte und als Bassist tätig war) und Zaq (als Trompeter).

## Diskographische Hinweise
- 1991 Heroes
- 1994 Midnight Crossing
- 1997 Absolute Trombone
- 1999 Bonetown
- 2000 Brass Nation
- 2002 New Brass
- 2003 Trumpets Eleven
- 2007 Absolute Trombone II
- 2015 Bone Alone
- 2016 Hip-Bone Big Band